# Circolo dell'Alta Sassonia

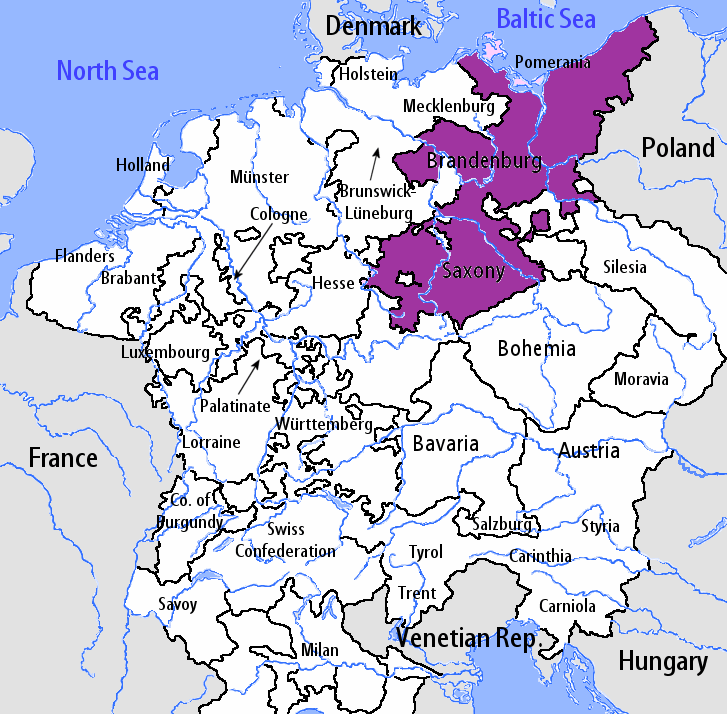
Mappa delle province imperiali all'inizio del XVI sec. La provincia dell'Alta Sassonia è indicata in rosa.

La provincia dell'Alta Sassonia fu una provincia imperiale del Sacro Romano Impero, creata nel 1512.
La provincia venne dominata da due elettorati, quello di Brandeburgo e quello di Sassonia.

## Composizione
La provincia era composta dai seguenti stati:
| Stemma | Nome                      | Tipologia                                    | Note |
| ------ | ------------------------- | -------------------------------------------- | --- |
|        | Anhalt                    | Margraviato principesco                      | suddiviso nelle linee di Dessau, Bernburg, Bernburg-Schaumburg, Köthen, Zerbst, ecc. |
|        | Barby                     | Contea (1497) con Mühlingen                  | Agli elettori di Sassonia dal 1659 |
|        | Brandeburgo               | Margraviato                                  | Principato elettorale in unione con il ducato poi regno (1701) di Prussia |
|        | Cammin                    | exVescovato Principato                       | Già Vescovato di Cammin secolarizzato per il Brandeburgo nel 1648 col 76º voto al Reichstag                                                                                                |
|        | Pomerania Orientale       | Ducato ulteriore                             | Nel 1648 al Brandeburgo |
|        | Gernrode                  | Abbazia femminile                            | secolarizzata nel 1614 ed annessa dal margravio di Anhalt-Bernburg |
|        | Grüssau                   | prevostura principesca                       | sotto il protettorato prussiano dal 1742 |
|        | Hatzfeld                  | Contea poi Principato (1748)                 | ha la signoria condominiale di Gleichen e la contea di Crottorf |
|        | Hohnstein                 | Contea                                       | ai conti von Sulberg e Stolberg-Stolberg; sotto il protettorato dell'elettore di Hannover; sotto l'ipoteca del Brandeburgo                                                                 |
|        | Lohra e Klettenberg       | Signoria                                     | al margravio Elettore del Brandeburgo |
|        | Mansfeld                  | Contea                                       | indipendente nella linea di Boernstadt fino al 1780, poi alla Sassonia elettorale |
|        | Pomerania                 | Ducato                                       | Al Re di Prussia dal 1648, ha il 44º voto al Reichstag |
|        | Pomerania Anteriore       | Ducato Anteriore                             | Al Re di Svezia dal 1648, ha il 42º voto al Reichstag |
|        | Quedlinburg               | Abbazia femminile                            | 12ª Prelatura del Reno |
|        | Querfurt                  | Principato                                   | Al duca Elettore di Sassonia dal 1648 |
|        | Reuss                     | Contea poi Principati vari (1778,1790, 1806) | suddivisa in vari rami (Greiz, Gera, Schleiz, Lobenstein, Ebersdorf, 22º voto collettivo                                                                                                   |
|        | Ruppin                    | Signoria                                     | apparteneva anche alla Provincia dell'Alta Sassonia dal 1521 ma dal 1524 si trovò effettivamente sotto la sovranità dei margravi di Brandeburgo                                            |
|        | Sassonia-Weimar           | Ducato                                       | della dinastia ernestina dei Wettin di Sassonia |
|        | Sassonia-Eisenach         | Ducato                                       | estinta la linea viene unificato con Weimar |
|        | Sassonia-Coburgo-Saalfeld | Ducato                                       | linea ernestina dei Wettin |
|        | Sassonia-Gotha            | Ducato                                       | linea ernestina dei Wettin; in unione personale con quello di Altenburg fino al 1825 |
|        | Sassonia-Altenburg        | Ducato                                       | linea ernestina dei Wettin; unificato a quello di Gotha |
|        | Sassonia-Eisenberg        | Ducato                                       | linea ernestina dei Wettin |
|        | Sassonia-Meiningen        | Ducato                                       | linea ernestina dei Wettin |
|        | Sassonia-Hildburghausen   | Ducato                                       | linea ernestina dei Wettin |
|        | Sassonia-Jena             | Ducato                                       | linea ernestina dei Wettin |
|        | Sassonia-Saafeld          | Ducato                                       | linea ernestina dei Wettin |
|        | Sassonia                  | Elettorato                                   | alla linea albertina dei Wettin; in unione personale con il regno di Polonia fino al 1763                                                                                                  |
|        | Schönburg                 | Contea poi Principati vari (1792)            | divisa nelle linee di Waldenburg; Stein-Hartenstein, Penig-Glauchau, ecc. |
|        | Schwarzburg-Rudolstadt    | Principato                                   | si distacca il ramo cadetto dei conti di Schwarzburg-Gräfenau (1718-57), condivide in famiglia il 94º seggio al Reichstag                                                                  |
|        | Schwarzburg-Sondershausen | Principato                                   | si distacca il ramo cadetto di Arnstadt, condivide in famiglia il suddetto voto |
|        | Steinbach                 | Abbazia principesca                          | sotto il protettorato prussiano dal 1742 |
|        | Stolberg                  | Contea                                       | All'elettore di Sassonia dal 1738; le altre porzioni rimasero ai vari rami familiari (Gedern-Werningerode, Roßla, Stolberg); il ramo di Gedern e Werningerode diviene principesco nel 1742 |
|        | Walkenried                | Abbazia                                      | Al Duca di Brunswick-Wolfenbüttel dal 1648 |
|        | Wernigerode               | Contea poi Principato (1742)                 | con la contea di Gedern; sotto l'amministrazione dell'Elettore di Brandeburgo dal 1714 |

| Controllo di autorità | VIAF (EN) 243198747 · GND (DE) 4683533-7 |